# Tańcząca procesja w Echternach

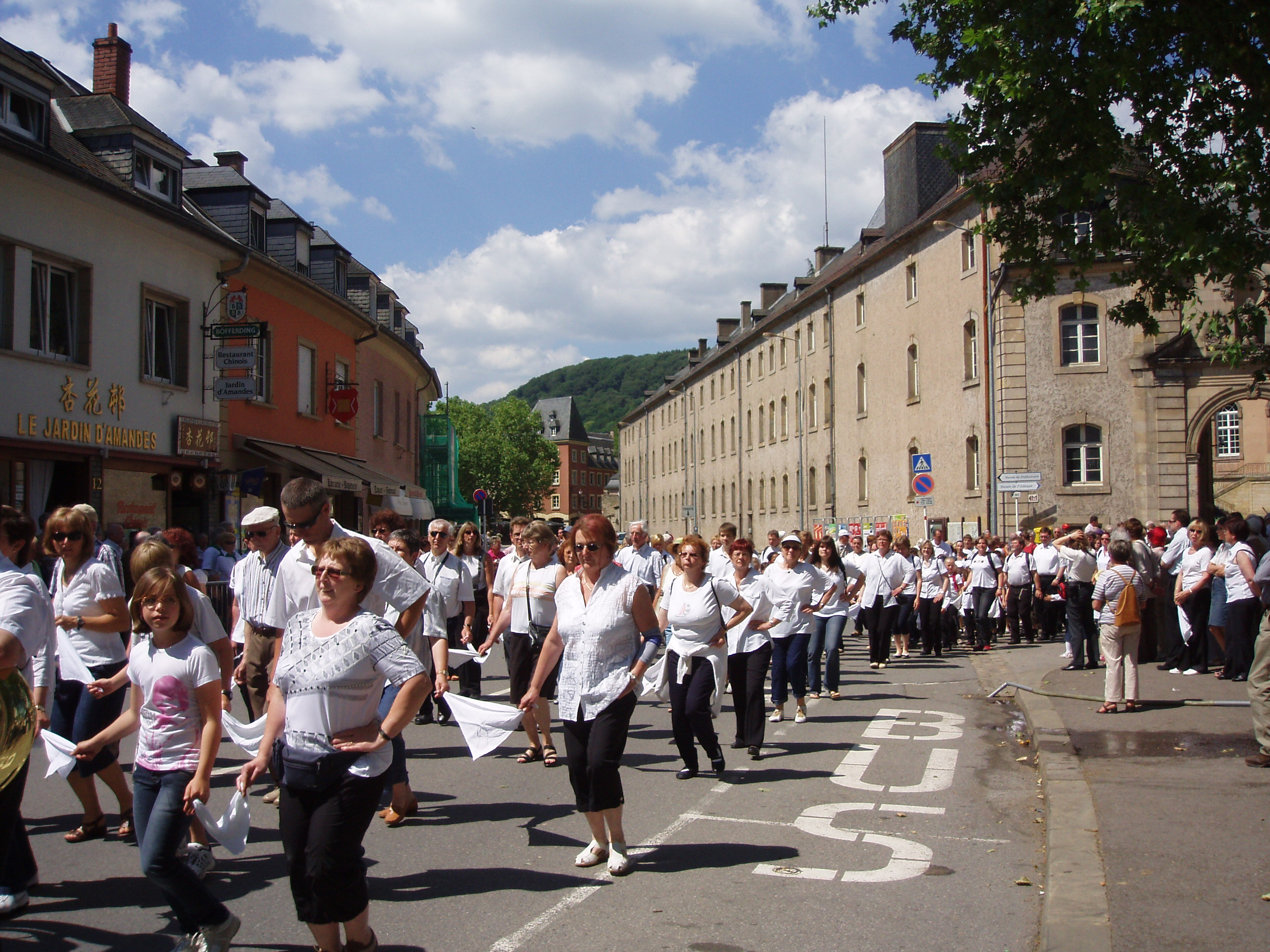
Uczestnicy tańczącej procesji w Echternach

Tańcząca procesja (luks. Iechternacher Sprangprëssioun, niem. Echternacher Springprozession) – odbywająca się corocznie w Echternach w Luksemburgu procesja do grobu św. Wilibrorda, której uczestniczy tańczą. Stanowi obecnie popularną atrakcję turystyczną. Od 2010 roku wpisana na listę niematerialnego dziedzictwa UNESCO.

## Historia
Początki tańczących procesji nie są znane, ale musiały być związane z intensywnym ruchem pielgrzymkowym do grobu św. Wilibrorda (zm. 739) w opactwie benedyktyńskim w Echternach. Wilibrord był anglosaskim misjonarzem działającym w państwie Franków, który krzewił chrześcijaństwo na terenach późniejszych Niderlandów i m.in. założył opactwo w Echternach.
Ok. roku 1100 opat z Echternach Thiofrid opisał dużą pielgrzymkę do grobu św. Wilibrorda we wtorek po Zielonych Świętach. Wiadomo, że tańczące procesje odbywały się już w XV w. – z tego okresu pochodzą pierwsze wzmianki o nich, w których już są traktowane jako istniejący obyczaj.
Według legendy procesje miała zapoczątkować w 1347 epidemia bydła w okolicy – choroba miała się charakteryzować drgawkami zwierząt, a ludność uznała, że dzięki naśladowaniu tych ruchów może zyskać pewniejsze wstawiennictwo św. Wilibrorda w zlikwidowaniu choroby. Modlitwy wiernych zostały podobno wysłuchane i odtąd procesje stały się coroczną uroczystością. Jej uczestnikami stali się szczególnie chorzy na padaczkę i inne choroby charakteryzujące się drgawkami, którzy mieli nadzieję na uzdrowienie dzięki wstawiennictwu św. Wilibrorda. Uczestnicy procesji często naśladowali ruchy związane z tymi chorobami, co przekształciło się później w taniec – stąd wzięła się nazwa procesji.
W 2010 roku tańcząca procesja w Echternach została wpisana na listę niematerialnego dziedzictwa UNESCO.

## Opis
Tańczące procesje odbywają się corocznie, we wtorek po Zielonych Świętach, a trasa pochodu (ok. 1,5 km) jest niezmienna od stuleci.
Uczestnicy przybywają do Echternach wcześnie rano i po mszy odprawianej przez arcybiskupa Luksemburga ruszają z głównego dziedzińca opactwa do pont de la Sûre – mostu na rzece Sûre, która stanowi granice z Niemcami. Następnie podążają ulicami rue de la Sûre i rue de la Montagne na główny plac miasta Place du Marché. Stąd zmierzają ulicami rue de la Gare i rue des Merciers do bazyliki św. Wilibrorda, gdzie tancerze wchodzą do krypty i kończą procesję przez grobie św. Wilibrorda, gdzie rzucają srebrne monety. O godzinie 13:00 uroczystości kończy msza w bazylice św. Wilibrorda.
Procesję otwiera grupa śpiewaków śpiewających litanie do św. Wilibrorda. Za nimi idą pielgrzymi odmawiający różaniec. Pochód zamykają tancerze – ok. 8000 osób w 45 grupach, którym towarzyszą zespoły muzyczne. Tancerze ubrani w ciemne spodnie (spódnice) i białe koszule (bluzki) tworzą pięcioosobowe szeregi a między sobą trzymają chustki, tańczą w rytm marsza, wykonując kroki – naprzemiennie po skosie w lewą i w prawą stronę. W języku potocznym funkcjonuje powiedzenie „poruszać się jak procesja w Echternach” – trzy kroki do przodu i dwa do tyłu, pomimo tego, że w rzeczywistości tancerze wykonują jedynie kroki do przodu. Współcześnie wykonywany marsz został skomponowany na początku XX wieku przez luksemburskiego kompozytora Maxa Managera (1874–1963) na bazie melodii tradycyjnych.
Corocznie w procesji uczestniczy ok. 12–14 tys. osób.